# Sierpowo (gromada)
Sierpowo – dawna gromada, czyli najmniejsza jednostka podziału terytorialnego Polskiej Rzeczypospolitej Ludowej w latach 1954–1972.
Gromady, z gromadzkimi radami narodowymi (GRN) jako organami władzy najniższego stopnia na wsi, funkcjonowały od reformy reorganizującej administrację wiejską przeprowadzonej jesienią 1954 do momentu ich zniesienia z dniem 1 stycznia 1973, tym samym wypierając organizację gminną w latach 1954–1972.
Gromadę Sierpowo z siedzibą GRN w Sierpowie utworzono – jako jedną z 8759 gromad na obszarze Polski – w powiecie człuchowskim w woj. koszalińskim na mocy uchwały nr 43/54 WRN w Koszalinie z dnia 5 października 1954. W skład jednostki weszły obszary dotychczasowych gromad Sierpowo, Sokole, Domisław i Krzemieniewo ze zniesionej gminy Cierznie w powiecie człuchowskim oraz obszar  Lędyczek Leśny (obecnie Lędyczek Drugi) z wybudowaniami Śródborze, Sierpówko, Leśnica, Smużek, Brzozówko, Borówno, Rębno, Prądy, Buszkowo i Ostrze, które wyłączono z miasta Lędyczka w powiecie złotowskim w tymże województwie. Dla gromady ustalono 13 członków gromadzkiej rady narodowej.
31 grudnia 1971 gromadę Sierpowo zniesiono, a jej obszar włączono do nowo utworzonej gromady Czarne w tymże powiecie.